# フラクトン (化学)
フラクトン（英: Fructone）は、化学式C8H14O4で表される酢酸エステルの一種。アップルケタールやアプリナールとも呼ばれる、果実の香りを持つ合成香料である。別名が示す通りリンゴの香りがあるが、イチゴやパイナップル、樹皮の香りにも似る。天然には発見されていない。フラクトンの名称は、アメリカの香料メーカーIFF社の商標である。

## 製法
フラクトンは、アセト酢酸エチルから合成されるケタールとエチレングリコールとを、酸を触媒としてケタール化反応させて得られる。